# Hifofua (яхта)
Hifofua — шхуна, выполнявшая функции яхты королевы Тонга Салоте Тупоу III.

## История
Была построена в 1927 году фирмой Бейли и Лоу, в Окленде, Новая Зеландия. Вскоре после постройки куплен правительством Тонга.

## Конструкция
Её корпус изготовлен из дерева каури (из него же построен королевский дворец). Парусное вооружение на двух мачтах (грот и бизань). С 1947 года на корабле установлен дизель Gardner.

## Служба
Использовалась на маршруте между островами Хаапай, Вавау и Ниватопутапу с редкими заходами на Нивафо'у. После второй мировой войны в связи с повышением роли Тонга в Тихоокеанском регионе часто судно стало использоваться в качестве яхты королевы Салоте Тупоу III. На котором она совершала походы между островами архипелага, а также на острова Фиджи.

## Дальнейшая судьба
По одним данным корабль продан в 1959 году, по другим только в 1972 после, смерти королевы. Но в любом случае покупатель находится на Фиджи и корабль использовался как туристическое судно. А роль королевской яхты на Тонга с середины 1980-х годов исполняет катер Titilupe.